# PGC 3089945
LEDA/PGC 3089945 ist eine Galaxie im Sternbild Widder auf der Ekliptik. Sie ist schätzungsweise 371 Millionen Lichtjahre von der Milchstraße entfernt und hat einen Durchmesser von etwa 60.000 Lichtjahren. Vom Sonnensystem aus entfernt sich das Objekt mit einer errechneten Radialgeschwindigkeit von näherungsweise 8.200 Kilometern pro Sekunde.
Im selben Himmelsareal befinden sich unter anderem die Galaxien
NGC 924, NGC 930, PGC 9313, PGC 212977.